# Henry Lawrence Haugton
Henry Lawrence Haugton, britanski general, * 1883, † 1955.